# Turn Joe
Turn Joe (fl. 1718) est un pirate et corsaire irlandais qui tourné le dos aux anglais pour se mettre au service des Espagnols  en tant que corsaire de la guarda costa dans les Caraïbes.

## Biographie
Turn Joe, « un type audacieux et entreprenant », commande un trio de navires sous l'autorité d'un gouverneur espagnol dans les Caraïbes. Fin 1718, au large de Long Island aux Bahamas, ses navires sont attaqués par trois pirates dirigés par John Auger et Phineas Bunce qui ont confondu les navires espagnols avec sloops transportant du sel. Le navire pirate commandé par Bunce s'approche et exige que les navires espagnols se rendent, mais il est accueilli par un feu nourri de tirs d'armes légères, tuant ou blessant de nombreux pirates. Les survivants sautent par-dessus bord et rejoignent le rivage à la nage. Le deuxième bateau pirate, confondant les coups de feu avec ceux de Bunce, s'approche des navires ancrés, pour être lui aussi accueilli par de nombreux coups de feu. Beaucoup de pirates sont blessés et les autres rejoignent le rivage à la nage. Le troisième bateau pirate répètera les mêmes erreurs et sera rapidement capturé. Les navires espagnols de Turn Joe ne déplorent aucune victime. Auger parvient à prendre la fuite.
Après avoir interrogé ses prisonniers, Turn Joe libère les hommes qui avaient été contraints à la piraterie et les blessés, leur permettant de retourner à New Providence. Bunce, gravement blessé lors des combats, décède avant de pouvoir être traduit en justice. Lorsque le gouverneur Woodes Rogers, qui avait été chargé de traiter les problèmes de piraterie autour des Bahamas, apprend qu'un certain nombre de pirates sont à proximité et probablement vulnérables, il envoie le pirate Benjamin Hornigold, gracié par le roi et devenu chasseur de pirates, pour les capturer. Hornigold revient avec John Auger et d'autres pirates; ils sont jugés en novembre 1718 et pendus peu après. Turn Joe lui-même sera finalement traqué et tué par le corsaire Jean Bonadvis, qui aidera ensuite Jonathan Barnet à capturer Calico Jack.